# TMEM237
TMEM237 (англ. Transmembrane protein 237) – білок, який кодується однойменним геном, розташованим у людей на 2-й хромосомі. Довжина поліпептидного ланцюга білка становить 408 амінокислот, а молекулярна маса — 45 526.
| 10         |  | 20         |  | 30         |  | 40         |  | 50         |
| ---------- |  | ---------- |  | ---------- |  | ---------- |  | ---------- |
| MRTDSGARLE |  | EGHLRPPRAL |  | PPVPSQDDIP |  | LSRPKKKKPR |  | TKNTPASASL |
| EGLAQTAGRR |  | PSEGNEPSTK |  | ELKEHPEAPV |  | QRRQKKTRLP |  | LELETSSTQK |
| KSSSSSLLRN |  | ENGIDAEPAE |  | EAVIQKPRRK |  | TKKTQPAELQ |  | YANELGVEDE |
| DIITDEQTTV |  | EQQSVFTAPT |  | GISQPVGKVF |  | VEKSRRFQAA |  | DRSELIKTTE |
| NIDVSMDVKP |  | SWTTRDVALT |  | VHRAFRMIGL |  | FSHGFLAGCA |  | VWNIVVIYVL |
| AGDQLSNLSN |  | LLQQYKTLAY |  | PFQSLLYLLL |  | ALSTISAFDR |  | IDFAKISVAI |
| RNFLALDPTA |  | LASFLYFTAL |  | ILSLSQQMTS |  | DRIHLYTPSS |  | VNGSLWEAGI |
| EEQILQPWIV |  | VNLVVALLVG |  | LSWLFLSYRP |  | GMDLSEELMF |  | SSEVEEYPDK |
| EKEIKASS   |  |            |  |            |  |            |  |            |

A: Аланін

C: Цистеїн

D: Аспарагінова кислота

E: Глутамінова кислота

F: Фенілаланін

G: Гліцин

H: Гістидин

I: Ізолейцин

K: Лізин

L: Лейцин

M: Метіонін

N: Аспарагін

P: Пролін

Q: Глутамін

R: Аргінін

S: Серин

T: Треонін

V: Валін

W: Триптофан

Кодований геном білок за функцією належить до фосфопротеїнів. 
Задіяний у таких біологічних процесах, як біогенез та деградація війок, альтернативний сплайсинг. 
Локалізований у мембрані, клітинних відростках, війках.